# Bigol
Bigol (ur. 1966) – duchowny Koptyjskiego Kościoła Ortodoksyjnego, od 2017 biskup opat monasteru Panny Marii.

## Życiorys
W 2001 złożył śluby zakonne w monasterze Panny Marii. Święcenia kapłańskie przyjął w 2008. Sakrę biskupią otrzymał 12 listopada 2017.